# Cymatophoropsis dubernardi
Cymatophoropsis dubernardi är en fjärilsart som beskrevs av Constant Vincent Houlbert 1921. Cymatophoropsis dubernardi ingår i släktet Cymatophoropsis och familjen nattflyn. Inga underarter finns listade i Catalogue of Life.